# 218268 Pierremariepelé
218268 Pierremariepelé è un asteroide della fascia principale. Scoperto nel 2003, presenta un'orbita caratterizzata da un semiasse maggiore pari a 2,5701612 au e da un'eccentricità di 0,1884191, inclinata di 12,88806° rispetto all'eclittica.